# Ягужинский, Сергей Павлович
Граф Серге́й Па́влович Ягужи́нский (Ягуши́нский, Ягуши́нской) (14 (25) апреля 1731 — 10 (22) февраля 1806) — камергер, генерал-поручик (1764), владелец Сылвинского и Уткинского заводов, а также суконной фабрики в Павловской Слободе. Второй и последний граф Ягужинский.

Это был бездарный, распутный и расточительный человек. Легкомысленно истратив состояние свое и своих жен (он был в браке дважды), <…> впал в крайнюю нужду и был взят в опеку.— РБС.

## Ранние годы
Единственный сын генерал-прокурора П. И. Ягужинского и его жены Анны Гавриловны, дочери канцлера Головкина. В 5 лет лишился отца, ещё через 7 лет мать сослали в Сибирь по лопухинскому делу (с конфискацией имущества).
Отчим молодого графа М. П. Бестужев, будучи дипломатом, постоянно находился за границей. После расправы над матерью Ягужинский был направлен в гран-тур по Европе под вымышленным именем «Павлов». Во время пребывания в Вене русский посланник Л. Ланчинский подыскал «способному и достаточному человеку» воспитателей, а императрица Елизавета Петровна выделила на его содержание пенсию в 1500 рублей, увеличенную позднее до 3500 рублей.
«Ягужинский смирен и постоянен, и учится вельми прилежно с утра до вечера, почему потребно ему иметь отдохновение», — докладывал Ланчинский в Петербург. Ввиду скудного содержания молодому вельможе приходилось на всём экономить. «В гардеробе Ягужинского был всего один выходной костюм в полном наборе (шляпа, кафтан, камзол, штаны-кюлоты, чулки, пара башмаков и шпага). Сняли квартиру за 65 гульденов в месяц и по полтора гульдена с человека за обед и ужин каждый день». В августе 1750 года Ягужинский изъявил желание вернуться в Россию, о чём писал императрице:
Я здесь обретаясь, со всяким прилежанием учился немецкому и французскому языкам… географии, истории, разным экзерцициям и математике. <…> Прошу всемилостивейше повелеть мне возвратиться в отечество мое и тамо определить меня, куды Ваше Императорское Величество сами заблагоизобресть изволите.
В 1753 году вернулся из-за рубежа и получил в сентябре 1754 года придворный чин камер-юнкера. Императрица определила ему в невесты родную сестру своего фаворита Ивана Шувалова — Анастасию Ивановну. По случаю брака жениху были возвращены некоторые из конфискованных имений его отца, а именно — дом на Васильевском острове «по каналу» и на Мойке против Летнего сада, две дачи вдоль Петергофской дороги, в Москве каменный дом на Знаменке и два деревянных.
Фаворит Шувалов хлопотал о поступлении зятя на дипломатическую службу, однако безуспешно. Вскоре после свадьбы Ягужинский ездил с дипломатическим поручением в Стокгольм. На этом его служебное поприще фактически закончилось. С 1757 года он состоял камергером при императорском дворе, где неизменно принимал участие в придворных увеселениях.

## Тяжба с казной
Праздный граф Ягужинский решил пойти по стопам сказочно обогатившихся на горном деле Демидовых и Строгановых: получив — по примеру своих свойственников Шуваловых и вице-канцлера Воронцова — из казны уральские заводы, сделаться горнопромышленником либо, в случае неудачи этого предприятия, перепродать их на сторону. Он взял у казначейства пятилетний кредит на очень выгодных условиях: получал «в долг, под проценты и под залог 6800 душ крестьян, 150 000 рублей на заведение шёлковой чулочной фабрики, а также добился передачи ему за 72 268 рублей двух железоделательных заводов на Урале».
Капиталиста из графа не получилось. Проезжая по Уралу в 1760 году, С. Р. Воронцов отмечал, что на заводах Ягужинского царит бесхозяйственность, производство фактически остановлено. В 1764 году Екатерина II провела ревизию и насчитала незадачливому заводчику 230 651 рубль долга. Ягужинский в ответ потребовал упущенную выгоду за конфискованное у матери село Коростино (всего 73 525 рублей), а также взятые при «„несчастии матери его“ 114 272 рубля, в том числе, 25 000 её приданого, и с них проценты, и проценты с этих процентов, за то время, пока казна этими деньгами пользовалась, всего 162 080 рублей». Он указывал также, что израсходовал 60 000 на развитие казённых заводов, и требовал если не компенсации этих затрат, то по крайней мере возвращения отобранной у его матери «шкатулы» с драгоценностями, не считая 66 предметов серебряной посуды.
Поскольку Сергей Ягужинский не был в состоянии заплатить недоимку, над его имениями была учреждена опека. Однако банкротство было обставлено как можно более мягко, что создало значимый прецедент для других расточительных придворных. Хотя немец Миллер, содержавший чулочную фабрику, подал жалобу, что граф удерживает его пожитки на сумму в 17 180 рублей, императрица не была заинтересована в конфликте с высшим дворянством. Дело было замято. «Граф Ягужинский только что достиг всего того, чего он хотел от короны; ему уступили все те суммы, которые он должен был короне, и дали больше 15 000 рублей серебром, считая и одно имение в 1500 крестьян», — сообщал А. М. Строгановой в феврале 1764 года П. В. Бакунин.

## После банкротства

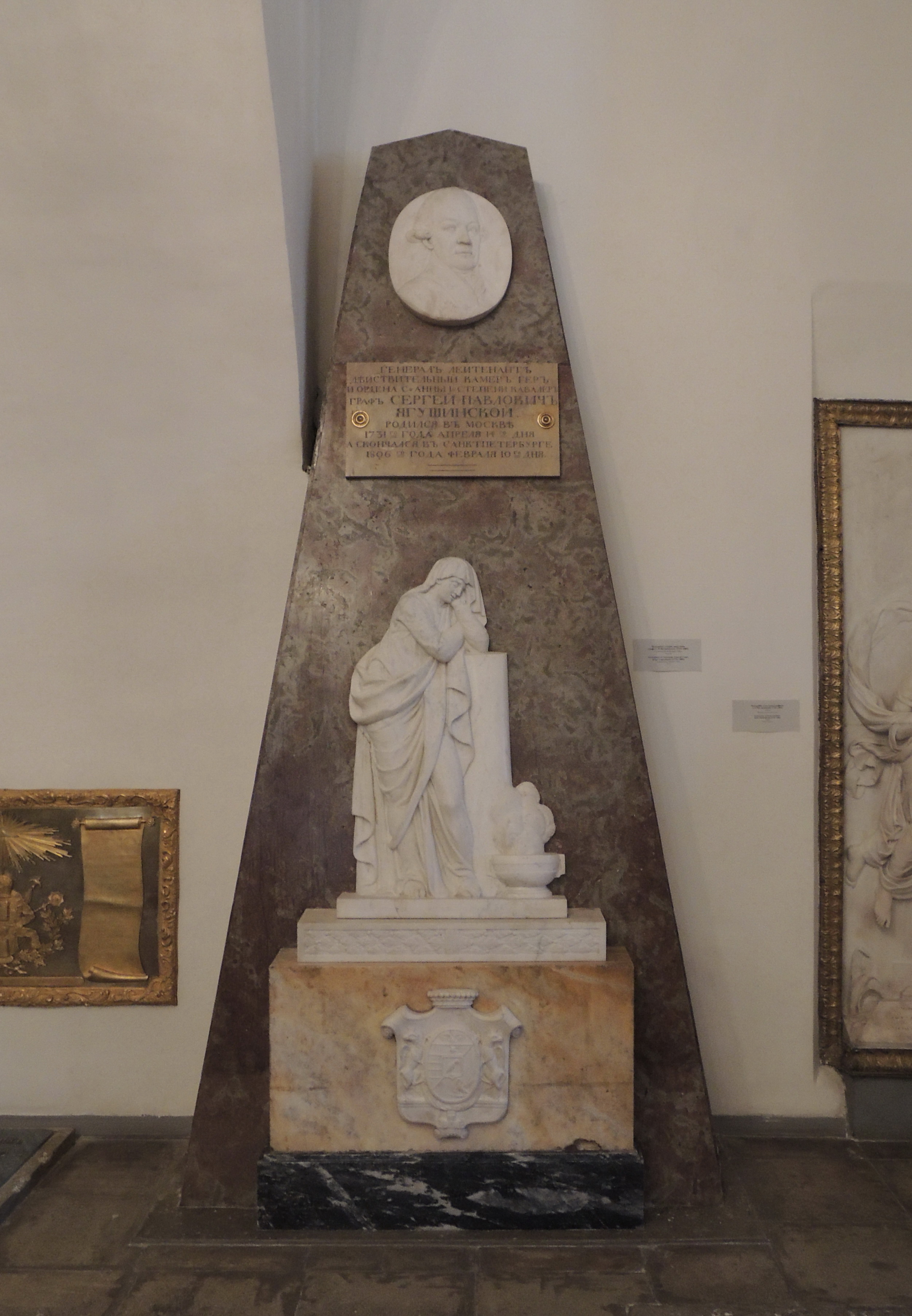
Надгробие Сергея Ягужинского.

Неоплатные долги не затормозили промышленные затеи графа-фабриканта. В том же 1764 году Ягужинский поручил немцу Лилиеншталю организовать пильные мельницы на мызе Остров под Петербургом. Этот контракт не был исполнен и лишь породил новую волну взаимных претензий. Погасить долги граф пытался, обирая до нитки собственных крестьян. Для этой цели был нанят приказчик Девальс, появление которого в имениях нередко сопровождалось крестьянскими волнениями. Единственный в XVIII веке мемуарист из крепостных, Леонтий Травин, писал про Девальса:
довольно известно было, что он в Москве, в павловской вотчине, тиранствовал и многих до конца разорил, а иных мучил, держа в заключении в погребе; сие предвещало нам всеобщее бедствие.
В то же время известно, что Ягужинский за свой счёт оплачивал обучение крепостного музыканта Михаила Матинского, одного их первых русских композиторов.
В 1777 году императрица распорядилась выкупить в казну долги графа Ягужинского и заложенные им имения, чтобы затем передать их в руки своего фаворита Потёмкина. В 1778 году собственником Уткинского завода стал миллионер Савва Яковлев. Однако долговая эпопея стоила Ягужинскому семейного счастья. Его жена покинула дом мужа ещё осенью 1767 года, дабы оградить от конфискации собственное приданое и те средства, что Ягужинский занял у её родственников.
Ягужинский был пожалован чином генерал-поручика и орденом Св. Анны.
В последние годы граф Ягужинский жил в собственном доме на Марсовом поле, 5 со второй женой Варварой Николаевной Салтыковой (1749—1843), наследницей села Сафарино на Троицкой дороге. В Благовещенской церкви Александро-Невской лавры сохранился пристенный надгробный памятник с портретным барельефом, изображающим последнего графа Ягужинского. Знатоки приписывают эту работу Ф. Шубину либо Ф. Щедрину.
Вдова графа Ягужинского пережила его на много лет и умерла девяносто четырёх лет. Современники считали её женщиной недалёкой и винили в сожжении ценнейшего для истории архива её свёкра. Во время работы над историческими сочинениями Пушкин, узнав, что сноха одного из петровских сподвижников до сих пор живёт под Москвой, искал с ней знакомства. Графиня Ягужинская дала ему знать, что «не делит общества с рифмачами и писаришками»:
Он напечатает то, что я могла бы ему рассказать или сообщить, и Бог знает, что из этого может выйти. Моя бедная свекровь умерла в Сибири, с вырезанным языком, высеченная кнутом. А я хочу спокойно умереть в своей постели в Сафорине.